# Nestor Kukolnik

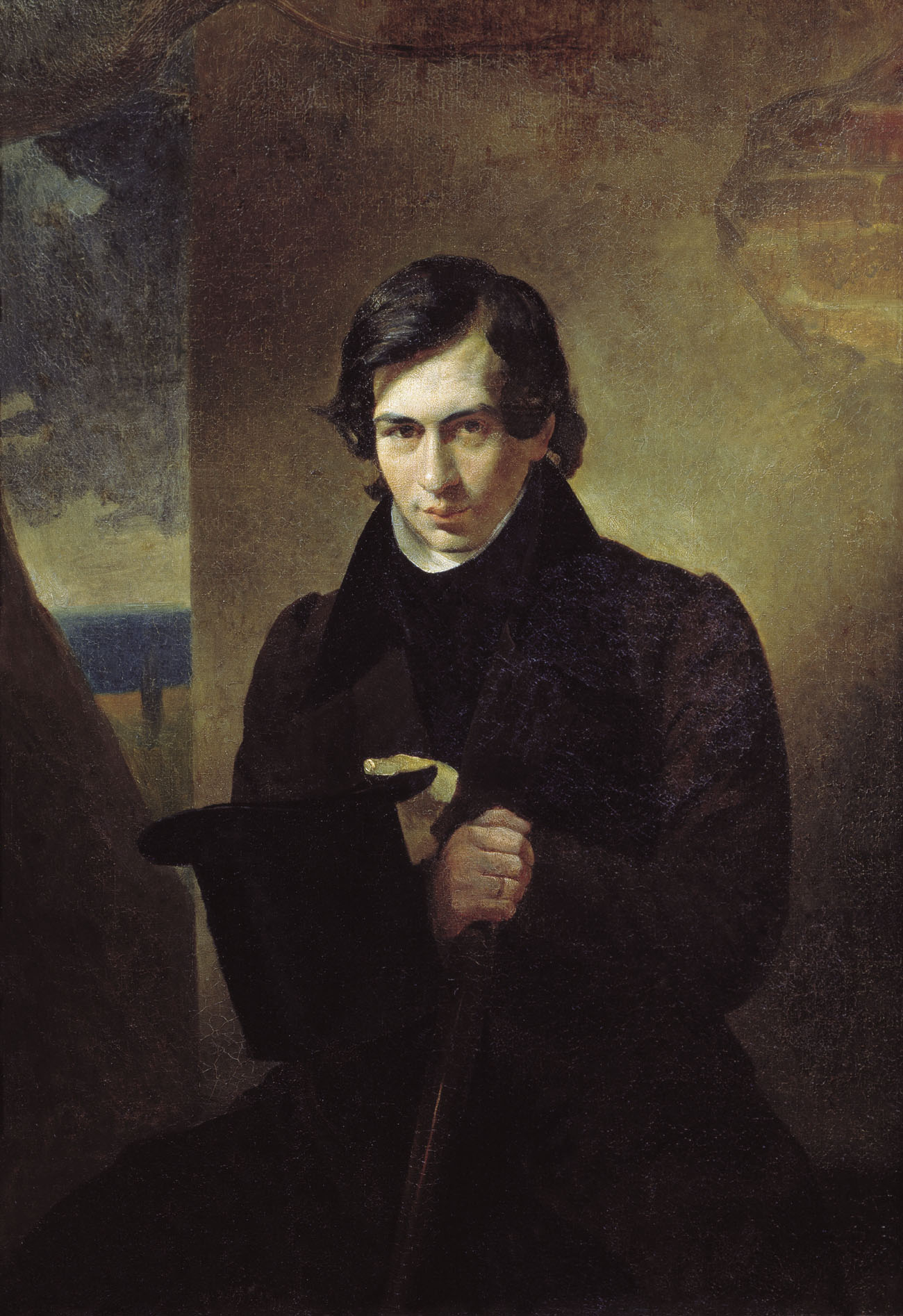
Nestor Kukolnik, målning av Karl Brjullov (1848).

Nestor Vasiljevitj Kukolnik (ryska: Нестор Васильевич Кукольник), född 20 september (gamla stilen: 8 september) 1809 i Sankt Petersburg, Kejsardömet Ryssland, död 20 december (gamla stilen: 8 december) 1868 i Taganrog, Kejsardömet Ryssland, var en rysk författare. 
Kukolnik blev 1829 gymnasielärare i Vilnius, ingick 1843 vid krigsministeriet och fick 1857 avsked ur statens tjänst med titel av verkligt statsråd. Ett namn som författare vann han 1833 med dramat Torquato Tasso. Bland hans övriga skådespel kan nämnas tragedin Knjaz Cholmskij (1840; musik av Michail Glinka) samt det historiska dramat Patkul (1846). Under 1840-talet skrev han även skildringar i romanform av Peter den stores tidevarv. Kukolnik var romantiskt lagd och kunde inte upprätthålla sin popularitet under senare år, då realismen tagit överhand inom den ryska vitterheten.